# Строительство и архитектура
«Строительство и архитектура» — советский архитектурный журнал, выходил в Киеве. С 1953 по 1955 год выходил на русском и украинском языках под названием «Архитектура и строительство» (Архітектура і будівництво). Периодичность — 6 раз в год. С 1957 года изменил название на «Строительство и архитектура» и стал выходить на русском языке. Ежемесячный.
Журнал освещал вопросы советского градостроительства, жилищного, промышленного и сельского строительства, типового проектирования, теории и истории архитектуры и так далее.
Издавался в Киеве в издательстве «Будивельник», ул. Новопушкинская, 7; ул. Обсерваторная, 25.

## Редакторы
- Михаил Павлович Цапенко